# Christkind

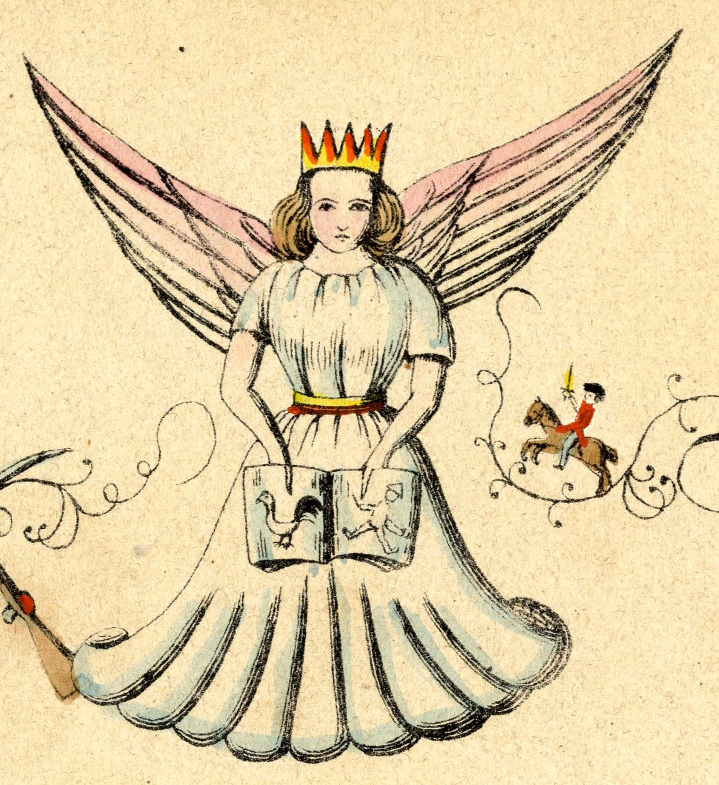
Christkind mit Bilderbuch. Ausschnitt aus der Erstausgabe des Struwwelpeter (1845)

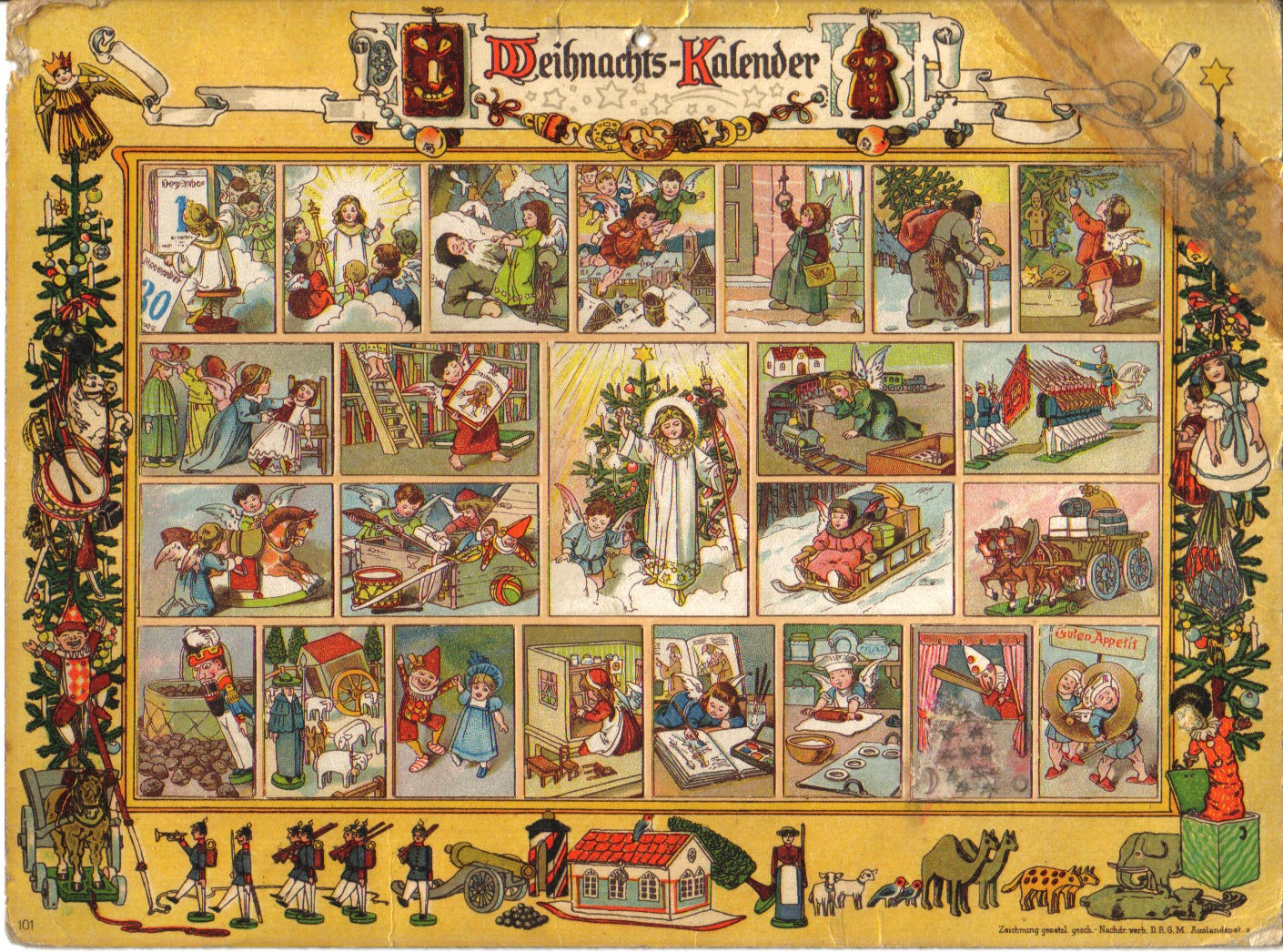
Im Lande des Christkinds. Einer der ersten Adventskalender (1903)

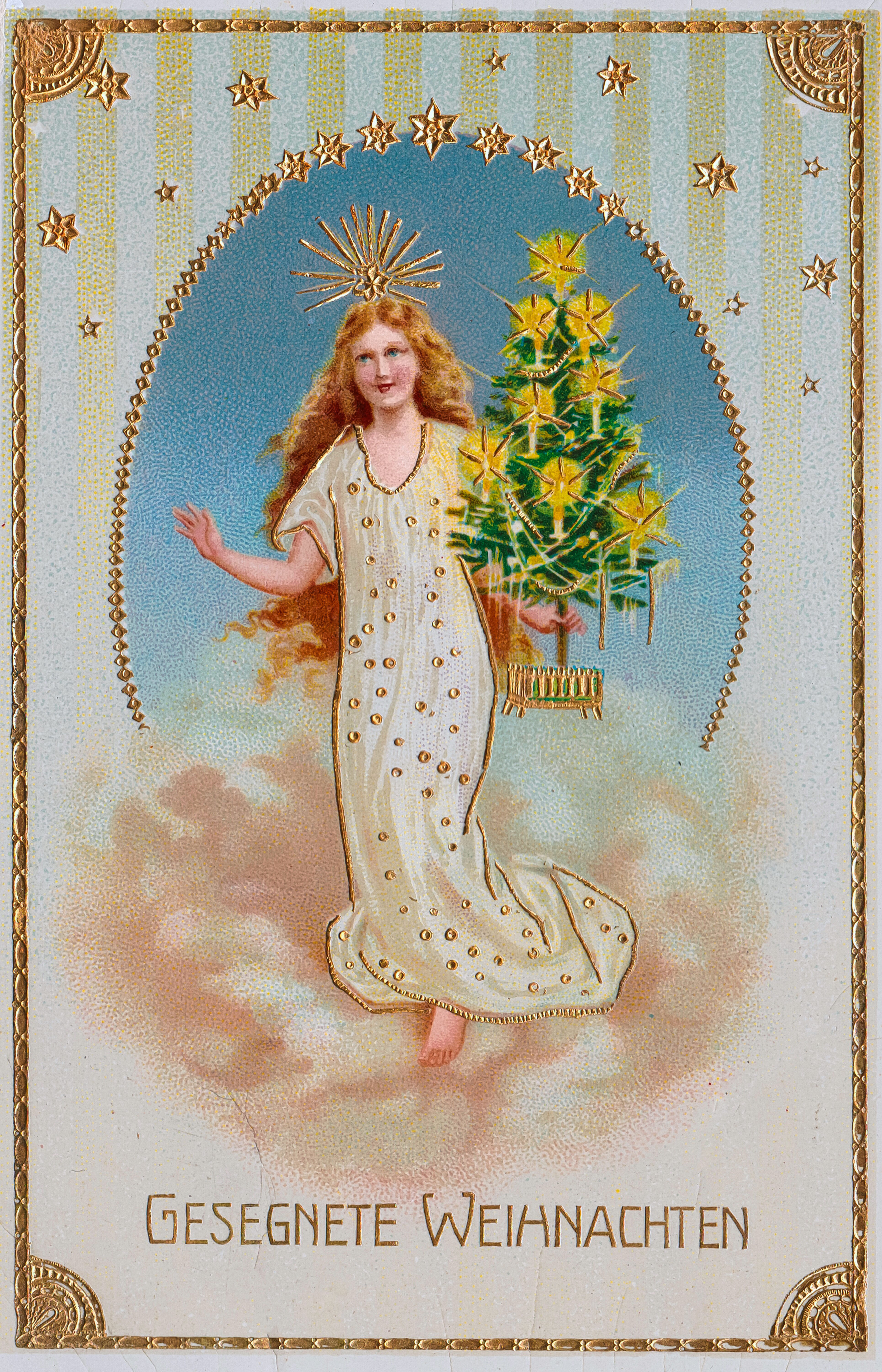
Christkind mit Weihnachtsbaum, Weihnachtskarte (1912)

Das Christkind ist eine Symbolfigur des Weihnachtsfestes. Das Christkind bringt dem Brauchtum zufolge den Kindern die Weihnachtsgeschenke, ohne dabei gesehen zu werden.
Ursprünglich war es eine protestantische Tradition, die den heiligen Nikolaus als Gabenbringer ersetzte. Martin Luther propagierte um 1535 den „Heiligen Christ“  als Alternative zur bisherigen Geschenksitte am Nikolaustag. Die Idee des Christkinds ist jedoch heutzutage überwiegend in katholischen Gegenden verbreitet, vor allem in Süd- und Westdeutschland, im Elsass, in Luxemburg, Österreich und Oberschlesien im heutigen Polen, Südtirol, der Deutschschweiz, Ungarn, Tschechien, der Slowakei, Slowenien und in Kroatien sowie in Südbrasilien. Das Christkind wird häufig als blondgelocktes Kind mit Flügeln und Heiligenschein dargestellt.
Seit dem Hochmittelalter sind Skulpturen mit der Darstellung des Jesuskindes als Andachtsbilder bekannt, die von der Kunstgeschichte als Christkind bezeichnet werden. Solche Christkinder stehen auch im Mittelpunkt des Christkindlwiegens. Volkstümlich wird bis heute die Gestalt des Jesuskindes in der Weihnachtskrippe als Christkind bezeichnet.

## Das Christkind als Gabenbringer

### Geschichte
Im Mittelalter wurden die Kinder am Nikolaustag (6. Dezember) oder am Tag der unschuldigen Kinder (28. Dezember) beschenkt; die Bescherung am Heiligabend bzw. am ersten Weihnachtsfeiertag, wie sie heute üblich ist, gab es damals noch nicht. Die Protestanten lehnten jedoch die Heiligenverehrung – und damit auch die Verehrung des heiligen Nikolaus – ab. Daher ersetzte mit hoher Wahrscheinlichkeit Martin Luther im 16. Jahrhundert den Nikolaus durch den „heiligen Christ“ (Jesus Christus) und verlegte die Beschenkung auf den 25. Dezember. Allerdings war schon vor Luther auch das Christkind als Gabenbringer bekannt. Zudem scheint auch Martin Luther selbst beide Gabenbringer noch akzeptiert zu haben. Andernorts – wie in der reformierten Schweiz – fand die Bescherung bis ins 19. Jahrhundert am Neujahrstag statt. Über die Jahre entwickelte sich die Bezeichnung „Christkind“ und die Vorstellung als engelsgleiche Erscheinung. Das Christkind verselbständigte sich zusehends, und die Verbindung zu Jesus Christus wurde immer unklarer. In der reformierten Schweiz wurde es – entsprechend dem hier (früher) gültigen Bescherungstag – denn auch zum Neujahrskind. Die engelsgleiche Darstellung hat ihren Ursprung vermutlich in weihnachtlichen Umzugsbräuchen und Krippenspielen, bei denen häufig eine Engelsschar von einem „Christkind“ angeführt wurde. Das Christkind verbreitete sich zunächst im evangelischen Deutschland. Später breitete sich der Brauch ins Rheinland, dann zusammen mit Adventskranz und Weihnachtsbaum nach Bayern und Österreich aus.
Diese Entwicklungslinie wurde aber von zwei entgegenlaufenden gekreuzt: Einerseits wurde das Christkind in Nord- und in Teilen von Mitteldeutschland bei den Protestanten immer mehr vom Weihnachtsmann abgelöst, anderseits verdrängte das Christkind in der Schweiz immer mehr den Nikolaus (Chlaus). So war es nicht nur in der katholischen, sondern auch in Teilen der reformierten Schweiz im 18. und 19. Jahrhundert der Chlaus, der in den Tagen um Weihnachten oder an Silvester die Geschenke brachte. Noch Ende des 19. Jahrhunderts wurde in der reformierten Schweiz das Christkind an manchen Orten als „katholisch“ bzw. als Import aus dem katholischen Süddeutschland empfunden. Im 20. Jahrhundert wurde der Nikolaus jedoch auch hier vom Christkind verdrängt. Somit ist das Christkind als Gabenbringer hauptsächlich einerseits in mehrheitlich katholischen Gebieten wie Österreich, Bayern, dem Saarland, den katholischen Teilen Baden-Württembergs, Westfalen und dem Rheinland, anderseits aber auch in den traditionell evangelischen Regionen Frankens, Baden-Württembergs, der Pfalz und Hessens sowie in der Deutschschweiz überhaupt verbreitet. Die weltweit verbreitete und durch populäre Darstellungen etwa in der Werbung oder auf Weihnachtsmärkten bekannte Figur des Weihnachtsmanns gewinnt aber auch in diesen Gebieten immer mehr an Boden.
Das Christkind als Gabenbringer ist laut dem Weihnachtsforscher Manfred Becker-Huberti geschlechtslos.

## Kinderpost ans Christkind
Viele Kinder schicken in der Vorweihnachtszeit Briefe mit Wünschen an das Christkind. Diese werden besonders im oberösterreichischen Christkindl, einem Steyrer Stadtteil, seit 1950 gesammelt und meist auch beantwortet. Dieses Postamt Christkindl ist jedes Jahr geöffnet und versieht die Briefsendungen, die darüber verschickt werden, mit einem Sonderstempel. Pro Jahr erhalten etwa zwei Millionen Sendungen diesen Stempel. Das höchste Christkindl-Postamt Österreichs steht am Pitztaler Gletscher in Tirol auf 3.440 m Höhe. Jedes Jahr vom 20. bis 23. Dezember können Kinder im dortigen Café 3440 ihre Post an das Christkind aufgeben und in den Briefkasten einwerfen.
In Deutschland werden Briefe ans Christkind an eines der Weihnachtspostämter der Deutschen Post AG gerichtet.
In der Schweiz beantwortet die Schweizerische Post im Rahmen der Aktion Christkind alljährlich über 17.000 Kinderbriefe, die ans Christkind oder den Nikolaus geschickt wurden.

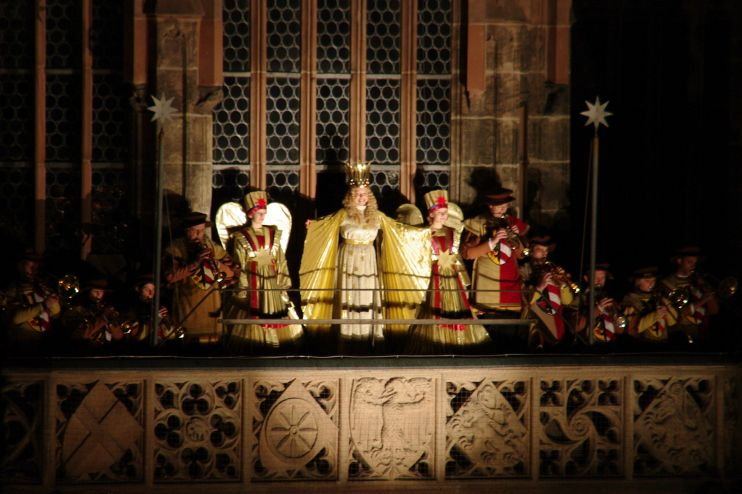
Eröffnung des Nürnberger Christkindlesmarktes 2009 mit Prolog durch das Christkind

## Junge Frauen als Darstellerinnen des Nürnberger Christkinds
Anlässlich des Nürnberger Christkindlesmarktes gibt es seit 1933 alljährlich ein sichtbares Christkind, das bis 1968 von Schauspielerinnen gespielt wurde. Seit 1969 wird alle zwei Jahre eine junge Frau aus der Stadt, die mindestens sechzehn Jahre alt sein muss, zum Christkind gewählt. Im Kostüm eröffnet sie den Christkindlesmarkt in der Stadt und reist anschließend durch Franken, um Weihnachts- und Adventsveranstaltungen zu besuchen. In der Nürnberger Kostümdarstellung ist das Christkind eine junge Frau mit blondgelockten Haaren, einer Krone und einem weiß-goldenen engelsgleichen Kleid. Das Nürnberger Christkind eröffnet auch den Christkindlesmarkt in Chicago.

## Das Christkind als figürliche Darstellung des Knaben Jesus

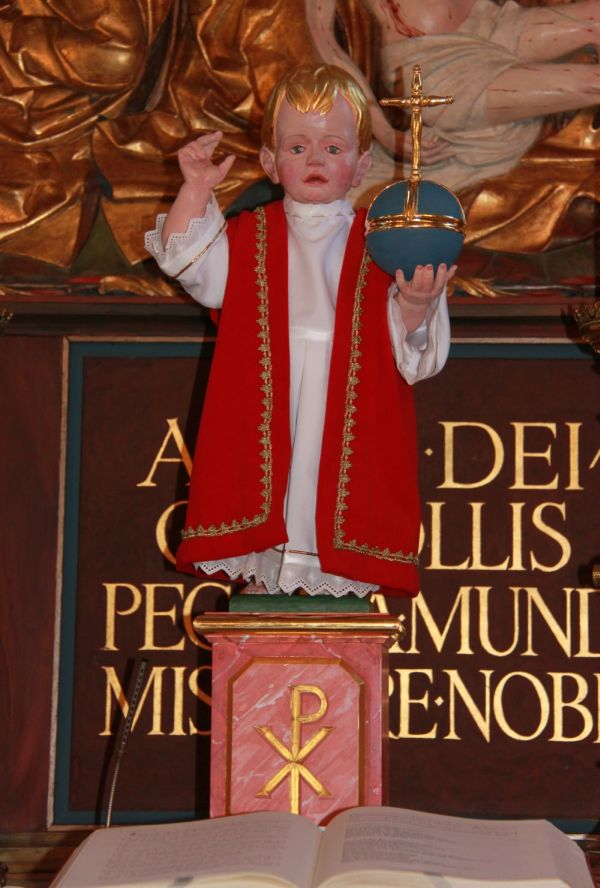
Das Bornkinnel in der Johanniskirche (Scheibenberg)

In der Kunstgeschichte wird als Christkind das isolierte Bild des kleinen Jesusknaben bezeichnet; weitere Begriffe dafür sind heiliges Kind, Kindli, Jesulein, Jesusknäblein, Bornkinnel oder Bornkindl. Es wird in der Regel ohne Beifiguren und außerhalb jedes szenischen Zusammenhangs dargestellt oder aber als Wickel- und Wiegenkind, gegebenenfalls in der Krippe oder Wiege liegend (Fatschenkind). Generell werden figürliche Darstellungen des neugeborenen Jesus von Nazareth auch als „Darstellung des Christkinds“ bezeichnet. In diesem Zusammenhang erscheint das Christkind immer als männliche Person.
Mancherorts ist es Brauch, dass die Figur des Christkinds zu Beginn der Christmette in einer Prozession zur Weihnachtskrippe in der Kirche getragen und dort vom Priester in die Krippe gelegt wird.
Die älteste und verbreitetste Form des Christkinds ist die des stehenden, nackten, etwa einjährigen Jesusknaben. Die frühesten bekannten bzw. erhaltenen Bildnisse stammen aus der Zeit um 1300. Besonders in der Weihnachtszeit wurden solche Figuren in Klöstern und Kirchen zu den Gottesdiensten am Altar aufgestellt und in spirituelle Wiegenspiele einbezogen, als wären sie lebendige Wesen. Ordensfrauen nähten für die Figuren Gewänder und bestickten sie. Bedeutsam wurden auch stehende Jesuskindfiguren mit segnender Hand und Reichsapfel. Zum Kreis dieser Figuren gehörten der Bambino in der römischen Kirche Santa Maria in Aracoeli und das Prager Jesuskind, die oft kopiert wurden.

## Weitere Bedeutungen
Umgangssprachlich bezeichnet man auch Personen als „Christkinder“, die am 24. Dezember Geburtstag haben. In Teilen der Regionen, wo das Christkind die Geschenke bringt, werden auch die Gaben selbst zuweilen als Christkind bezeichnet.
Die im sorbischen Siedlungsgebiet in der Lausitz bekannte Figur des Dźěćetko tritt in der Vorweihnachtszeit auf und wird im Deutschen traditionell als Christkind bezeichnet, sie unterscheidet sich aber signifikant von den sonstigen Christkind-Bräuchen und folgt einer davon unabhängigen Tradition.